# John-Paul Clarkin
John-Paul Clarkin (* 5. Juni 1978) ist ein neuseeländischer Polospieler mit einem Handicap von 8.
John-Paul Clarkin ist der älteste Sohn des verstorbenen Polospielers Paul Clarkin und dessen Frau Chele. Er gilt als bester Spieler Neuseelands.
Im Jahr 2003 gewann er im Team mit seiner späteren Ehefrau Carina Vestey und den Brüdern Mark und Luke Tomlinson den Veuve Clicqout Gold Cup in Midhurst. In den Jahren 2008 und 2010 gewann er den St. Moritz Polo World Cup on Snow.
Das Jahr verbringt er mit Spielen in Australien, England, Argentinien, Südafrika und Neuseeland.
Seit dem 2. September 2006 ist er mit der Polospielerin Nina Clarkin verheiratet, einer Nichte von Samuel Vestey, 3. Baron Vestey, die er mit 19 auf einer Poloparty kennenlernte.